# Edwin Johnson
Edwin Johnson (Upton, 9 novembre 1842 – 3 ottobre 1901) è stato uno storico inglese, negatore dell'esistenza storica di Gesù.

## Teorie
Le opere maggiori di Johnson sono Antiqua Mater: A Study of Christian Origins (1887, pubblicato a Londra in forma anonima) e The Pauline Epistles: Re-studied and Explained (1894).
In Antiqua Mater Johnson, dopo un attento esame una grande varietà di fonti relative al cristianesimo primitivo, giunge alla conclusione che non esistono prove documentali affidabili per dimostrare l'esistenza di Gesù o degli Apostoli.
Secondo Johnson il cristianesimo si sarebbe evoluto da un movimento della diaspora ebraica, gli Hagioi. Hagioi (Ἅγιοι) è una parola greca che significa "santi", ed è spesso usata nelle fonti per riferirsi ai membri delle prime comunità cristiane. Il termine si trova frequentemente nelle lettere di Paolo e negli Atti degli Apostoli. Secondo Johnson li Hagioi avrebbero aderito a un'interpretazione liberale della Torah che prevedeva riti più semplici e un culto meno formale.
In The Pauline Epistles e The Rise of English Culture Johnson sosteneva che il periodo compreso tra il 700 e il 1400 d.C. non era mai esistito, ma era stato inventato da scrittori cristiani che avevano creato personaggi ed eventi immaginari. I Padri della Chiesa, i Vangeli, San Paolo, i primi testi cristiani e il cristianesimo in generale sarebbero secondo Johnson semplici creazioni letterarie concepite da monaci (principalmente benedettini) che avrebbero inventato l'intero mito cristiano all'inizio del XVI secolo. Le opinioni di Johnson, respinte dalla grande maggioranza degli storici, hanno esercitato una notevole influenza sulla Anatolij Timofeevič Fomenko e sui sostenitori della nuova cronologia.

## Opere
- The Mouth of Gold: A Series of Dramatic Sketches Illustrating the Life and Times of Chrysostom (1873)
- Antiqua Mater: A Study of Christian Origins (1887)
- The Rise of Christendom (1890)
- The Pauline Epistles: Re-studied and Explained (1894)
- The Quest of Mr. East (as "John Soane") (1900)
- The Rise of English Culture (1904)
- The Prolegomena of Jean Hardouin, traduzione di Edwin Johnson, Sydney, Angus & Robertson, 1909.